# Hymenochaete gillesii
Hymenochaete gillesii är en svampart som beskrevs av J.C. Léger 1982. Hymenochaete gillesii ingår i släktet Hymenochaete och familjen Hymenochaetaceae.   Inga underarter finns listade i Catalogue of Life.